# 中华人民共和国学生运动会
中华人民共和国学生运动会简称全国学生运动会，由原来的中华人民共和国大学生运动会与中华人民共和国中学生运动会合并而成。

## 历史
2014年7月28日在上海举办的第十二届全国学生运动会继承自“第十二届全国中学生运动会”，是首届全国学生运动会，但比赛范围仍仅为中学生。2017年9月在杭州市举办的第十三届全国学生运动会是大学生运动会和中学生运动会合并后的首届全国学生运动会，原定每三年举办一届。第十四届全国学生运动会原定2020年在青岛市举办，因受2019冠状病毒病中国大陆疫情影响，本届赛事延期至2021年举行。
此后，本赛事与全国青年运动会合并为中华人民共和国学生（青年）运动会（简称“学青会”），首届赛事将于2023年在广西举办。

## 历届学生运动会
| 届数                         | 举办时间               | 举办地       | 代表团数 | 运动员人数 |
| ---------------------------- | ---------------------- | ------------ | -------- | ---------- |
| 第十二届，仅在中学生范围比赛 | 2014年7月28日-8月2日   | 上海市       |          |            |
| 第十三届                     | 2017年9月4日－9月16日  | 浙江省杭州市 | 34       | 5966       |
| 第十四届                     | 2021年7月10日－7月17日 | 山东省青岛市 | 33       | 7200       |

## 关联条目
- 中华人民共和国学生（青年）运动会
- 中华人民共和国青年运动会